# Curtis Blaydes
Curtis Lionell Blaydes (ur. 18 lutego 1991 w Naperville) – amerykański zawodnik mieszanych sztuk walki (MMA) wagi ciężkiej oraz były zapaśnik. Obecnie związany z najlepszą organizacją na świecie - UFC. 

## Życiorys
Blaydes urodził się w Naperville w stanie Illinois i wychował w pobliskim Chicago wraz z czwórką rodzeństwa. Treningi zapasów rozpoczął w uczelni De La Salle Institute, zdobywając tytuł stanowy na ostatnim roku, jednocześnie ustanawiając niepokonany rekord 44-0. W ciągu swoich czterech lat zebrał ogólny rekord 95-18 ze 121 obaleniami. W przeszłości grał także w futbol amerykański dla De La Salle. Później zdobył pełne stypendium zapaśnicze na Uniwersytecie Północnego Illinois. Później przeniósł się do Harper College. Tam wygrał mistrzostwa narodowe NJCAA jako student drugiego roku. Po tym, jak zaczął walczyć w amatorskich mieszanych sztukach walki, Blaydes opuścił szkołę, aby skupić się na karierze w MMA.
Blaydes był amatorskim mistrzem IKF w kick-boxingu.

## Osiągnięcia

### Mieszane sztuki walki
- Ultimate Fighting Championship
  - Bonus za występ wieczoru vs. Cody East, Alistair Overeem, Chris Daukaus i Jailton Almeida[8][9][10][11]
  - Najwięcej obaleń w historii dywizji ciężkiej UFC (62)[12]
  - Najwięcej czasu kontroli w parterze w historii dywizji wagi ciężkiej UFC (1:20:06)[12]
  - Najwięcej obaleń w walce w historii dywizji wagi ciężkiej UFC (14) (vs. Alexander Wołkow)[13]

### Zapasy
- National Junior College Athletic Association
  - Mistrzostwo Krajowe NJCAA w wadze ciężkiej z Harper College (2012)
  - NJCAA All-American z Harper College (2012)

## Lista zawodowych walk w MMA
| Wynik     | Bilans   | Przeciwnik (bilans przed walką)   | Rozstrzygnięcie                             | Runda | Czas | Rozgrywki                                       | Data       | Miejsce    | Uwagi |
| --------- | -------- | --------------------------------- | ------------------------------------------- | ----- | ---- | ----------------------------------------------- | ---------- | ---------- | --- |
| Wygrana   | 19-5 (1) | Rizwan Kuniew (13-2-1)            | Decyzja (niejednogłośna)                    | 3     | 5:00 | UFC Fight Night: Hill vs. Rountree              | 21.06.2025 | Baku       | |
| Przegrana | 18-5 (1) | Tom Aspinall (14-3)               | TKO (ciosy pięściami)                       | 1     | 1:00 | UFC 304: Edwards vs. Muhammad 2                 | 27.07.2024 | Manchester | Pojedynek o tymczasowe mistrzostwo UFC w wadze ciężkiej. Co-Main Event                                             |
| Wygrana   | 18-4 (1) | Jailton Almeida (20-2)            | KO (hammerfists)                            | 2     | 0:36 | UFC 299                                         | 09.03.2024 | Miami      | |
| Przegrana | 17-4 (1) | Siergiej Pawłowicz (17-1)         | TKO (ciosy pięściami w parterze)            | 1     | 3:08 | UFC Fight Night: Pavlovich vs. Blaydes          | 22.04.2023 | Las Vegas  | Main Event |
| Wygrana   | 17-3 (1) | Tom Aspinall (12-2)               | TKO (kontuzja kolana)                       | 1     | 0:15 | UFC Fight Night: Aspinall vs. Blaydes           | 23.07.2022 | Londyn     | Main Event |
| Wygrana   | 16-3 (1) | Chris Daukaus (12-4)              | TKO (ciosy pięściami)                       | 2     | 0:17 | UFC on ESPN: Blaydes vs. Daukaus                | 26.03.2022 | Columbus   | Bonus za występ wieczoru. Main Event                                                                               |
| Wygrana   | 15-3 (1) | Jairzinho Rozenstruik (12-2)      | Decyzja (jednogłośna)                       | 3     | 5:00 | UFC 266                                         | 25.09.2021 | Las Vegas  | |
| Przegrana | 14-3 (1) | Derrick Lewis (24-7)              | KO (prawy podbródkowy)                      | 2     | 1:26 | UFC Fight Night: Blaydes vs. Lewis              | 20.02.2021 | Las Vegas  | Main Event |
| Wygrana   | 14-2 (1) | Aleksandr Wołkow (31-7)           | Decyzja (jednogłośna)                       | 5     | 5:00 | UFC on ESPN: Blaydes vs. Volkov                 | 20.06.2020 | Las Vegas  | Main Event |
| Wygrana   | 13-2 (1) | Junior dos Santos (21-6)          | KO (kolana i ciosy pięściami)               | 2     | 1:06 | UFC on ESPN+ 24: Blaydes vs. Dos Santos         | 25.01.2020 | Raleigh    | Main Event |
| Wygrana   | 12-2 (1) | Shamil Abdurakhimov (20-4)        | TKO (ciosy łokciami i pięściami w parterze) | 2     | 2:22 | UFC 242                                         | 07.09.2019 | Abu Zabi   | |
| Wygrana   | 11-2 (1) | Justin Willis (8-1)               | Decyzja (jednogłośna)                       | 3     | 5:00 | UFC Fight Night: Thompson vs. Pettis            | 23.03.2019 | Nashville  | |
| Przegrana | 10-2 (1) | Francis Ngannou (11-3)            | KO (ciosy)                                  | 1     | 0:45 | UFC Fight Night: Blaydes vs. Ngannou 2          | 24.11.2018 | Pekin      | Main Event |
| Wygrana   | 10-1 (1) | Alistair Overeem (43-16. 1 NC)    | TKO (ciosy łokciami)                        | 3     | 2:56 | UFC 225                                         | 09.06.2018 | Chicago    | |
| Wygrana   | 9-1 (1)  | Mark Hunt (13-11-1. 1 NC)         | Decyzja (jednogłośna)                       | 3     | 5:00 | UFC 221                                         | 11.02.2018 | Perth      | |
| Wygrana   | 8-1 (1)  | Aleksiej Olejnik (55-10-1)        | TKO (przerwanie przez lekarza)              | 2     | 1:56 | UFC 217                                         | 04.11.2017 | Nowy Jork  | |
| Wygrana   | 7-1 (1)  | Daniel Omielańczuk (19-7-1. 1 NC) | Decyzja (jednogłośna)                       | 3     | 5:00 | UFC 213                                         | 08.07.2017 | Las Vegas  | |
| Nieodbyta | 6-1 (1)  | Adam Milstead (8-1)               | No contest (zmiana werdyktu)                | 2     | 0:59 | UFC Fight Night: Bermudez vs. The Korean Zombie | 04.02.2017 | Houston    | Początkowo zwycięstwo Blaydesa przez TKO w 2 rundzie.Werdykt zmieniony po pozytywnym wyniku testu antydopingowego. |
| Wygrana   | 6-1      | Cody East (12-2)                  | TKO (ciosy łokciami)                        | 2     | 2:02 | UFC Fight Night: Lineker vs. Dodson             | 01.10.2016 | Portland   | Bonus za występ wieczoru.                                                                                          |
| Przegrana | 5-1      | Francis Ngannou (6-1)             | TKO (przerwanie przez lekarza)              | 2     | 5:00 | UFC Fight Night: Rothwell vs. dos Santos        | 10.04.2016 | Zagrzeb    | Debiut w UFC. |
| Wygrana   | 5-0      | Luis Cortez (3-2)                 | TKO (ciosy pięściami)                       | 3     | 0:41 | RFA 35: Moises vs. Castillo                     | 19.02.2016 | Orem       | |
| Wygrana   | 4-0      | Allen Crowder (5-0)               | TKO (ciosy pięściami)                       | 2     | N/A  | RDMMA: Battle in the South 10                   | 10.04.2015 | Wilmington | |
| Wygrana   | 3-0      | Brad Faylor (2-1)                 | TKO (ciosy pięściami)                       | 2     | 0:45 | SCS 23: Redemption                              | 15.11.2014 | Hinton     | |
| Wygrana   | 2-0      | William Baptiste (2-2)            | TKO (ciosy pięściami)                       | 1     | 2:14 | XFO 53                                          | 11.11.2014 | Chicago    | |
| Wygrana   | 1-0      | Lorenzo Hood (6-1)                | TKO (przerwanie przez lekarza)              | 1     | 1:42 | XFO 51                                          | 31.05.2014 | Chicago    | |

## Życie prywatne
Blaydes ma córkę, Harlie.